# Manuele Comneno (figlio di Andronico I)
Manuele Comneno (in greco Μανουήλ Κομνηνός?, Manouēl Komnēnos; Costantinopoli, 1145 – Costantinopoli, dopo il 1185) è stato un nobile bizantino.

## Biografia
Era figlio dell'imperatore bizantino Andronico I Comneno (1183-1185), e della di lui prima moglie il cui nome non è noto, mentre incerto è anche l'anno di morte dello stesso Andronico.
Verso il 1180 Manuele sposò Rusudan, figlia di Giorgio III della Georgia. Egli così divenne cognato della regina Tamara di Georgia. Quando il padre fu deposto, nel settembre del 1185, ed ucciso, Manuele fu accecato. Egli potrebbe essere morto a seguito delle ferite riportate ma non si hanno notizie in merito, né si sa altro di lui dopo tale evento.

## Figli
Manuele e Rusudan ebbero due figli:
- Alessio I di Trebisonda (1182 – 1222), che fu imperatore di Trebisonda dal 1204 fino alla morte;
- Davide I di Trebisonda (circa 1184 – 1212), cofondatore dell'impero di Trebisonda con il fratello Alessio.

## Ascendenza
|                     |   |                      | Genitori              |  |  | Nonni |  |  | Bisnonni          |  |  | Trisnonni        |  |
|                     |   |                      |                       |  |  |       |  |  | Alessio I Comneno |  |  | Giovanni Comneno |  |
|                     |   |                      |                       |  |  |       |  |  | Alessio I Comneno |  |  | Giovanni Comneno |  |
|                     |   | Anna Dalassena       |                       |  |  |       |  |  | Alessio I Comneno |  |  |                  |  |
| Isacco Comneno      |   |                      |                       |  |  |       |  |  | Alessio I Comneno |  |  |                  |  |
|                     |   | Irene Ducaena        | Andronico Ducas       |  |  |       |  |  |                   |  |  |                  |  |
|                     |   | Irene Ducaena        | Andronico Ducas       |  |  |       |  |  |                   |  |  |                  |  |
|                     |   | Irene Ducaena        | Maria di Bulgaria     |  |  |       |  |  |                   |  |  |                  |  |
| Andronico I Comneno |   | Irene Ducaena        |                       |  |  |       |  |  |                   |  |  |                  |  |
|                     |   | Davide IV di Georgia | Giorgio II di Georgia |  |  |       |  |  |                   |  |  |                  |  |
|                     |   | Davide IV di Georgia | Giorgio II di Georgia |  |  |       |  |  |                   |  |  |                  |  |
|                     |   | Davide IV di Georgia | Elene di Georgia      |  |  |       |  |  |                   |  |  |                  |  |
| Kata di Georgia     |   | Davide IV di Georgia |                       |  |  |       |  |  |                   |  |  |                  |  |
|                     |   | …                    | …                     |  |  |       |  |  |                   |  |  |                  |  |
|                     |   | …                    | …                     |  |  |       |  |  |                   |  |  |                  |  |
|                     |   | …                    | …                     |  |  |       |  |  |                   |  |  |                  |  |
| Manuele Comneno     |   | …                    |                       |  |  |       |  |  |                   |  |  |                  |  |
|                     | … | …                    |                       |  |  |       |  |  |                   |  |  |                  |  |
|                     | … | …                    |                       |  |  |       |  |  |                   |  |  |                  |  |
|                     | … | …                    |                       |  |  |       |  |  |                   |  |  |                  |  |
| …                   | … |                      |                       |  |  |       |  |  |                   |  |  |                  |  |
|                     |   | …                    | …                     |  |  |       |  |  |                   |  |  |                  |  |
|                     |   | …                    | …                     |  |  |       |  |  |                   |  |  |                  |  |
|                     |   | …                    | …                     |  |  |       |  |  |                   |  |  |                  |  |
| …                   |   | …                    |                       |  |  |       |  |  |                   |  |  |                  |  |
|                     |   | …                    | …                     |  |  |       |  |  |                   |  |  |                  |  |
|                     |   | …                    | …                     |  |  |       |  |  |                   |  |  |                  |  |
|                     |   | …                    | …                     |  |  |       |  |  |                   |  |  |                  |  |
| …                   |   | …                    |                       |  |  |       |  |  |                   |  |  |                  |  |
|                     |   | …                    | …                     |  |  |       |  |  |                   |  |  |                  |  |
|                     |   | …                    | …                     |  |  |       |  |  |                   |  |  |                  |  |
|                     |   | …                    | …                     |  |  |       |  |  |                   |  |  |                  |  |
|                     |   | …                    |                       |  |  |       |  |  |                   |  |  |                  |  |